# Sean Anders
Sean Anders (n. 19 iunie 1969, DeForest⁠(d), Comitatul Dane, Wisconsin, SUA) este un producător, regizor de film și scenarist american.

## Carieră
El a co-scris și regizat filmul din 2005 Never Been Thawed, filmul din 2008 În SEXcursie , filmul din 2014 Șefi de coșmar 2, filmul din 2015 Tata în război cu... tata, continuarea din 2017 Tata în război cu... tata 2 și filmul din 2018 Familie de-a gata, ultimul bazat pe propria sa viață.
A regizat și comedia din 2012 Băiatu' tatii.
Anders a scris sau co-scris filmele din 2010 Teleportați în adolescență și Nu-i de nasul meu, filmul din 2011 din Pinguinii domnului Popper, filmul din 2013 Noi suntem familia Miller și  continuarea din 2014 a filmului Tăntălăul și gogomanul, Mai tăntălău, mai gogoman.
Este fratele actriței Andrea Anders⁠(d).

## Filmografie
| An   | Titlu                         | Regizor | Scenarist | Producător | Notes                                                               |
| ---- | ----------------------------- | ------- | --------- | ---------- | ------------------------------------------------------------------- |
| 2005 | Never Been Thawed⁠(d)          | Da      | Da        | Nu         | De asemenea, designer de producție și actor (rolul: Shawn Anderson) |
| 2007 | Playing Chicken               | Nu      | Da        | executiv   |                                                                     |
| 2008 | În SEXcursie                  | Da      | Da        | Nu         |                                                                     |
| 2010 | Teleportați în adolescență⁠(d) | Nu      | Da        | Nu         |                                                                     |
| 2010 | Nu-i de nasul meu⁠(d)          | Nu      | Da        | Nu         |                                                                     |
| 2011 | Pinguinii domnului Popper⁠(d)  | Nu      | Da        | Nu         |                                                                     |
| 2012 | Băiatu' tatii⁠(d)              | Da      | Nu        | Nu         |                                                                     |
| 2013 | Noi suntem familia Miller     | Nu      | Da        | Nu         |                                                                     |
| 2014 | Șefi de coșmar 2⁠(d)           | Da      | Da        | Nu         |                                                                     |
| 2014 | Mai tăntălău, mai gogoman⁠(d)  | Nu      | Da        | Nu         |                                                                     |
| 2015 | Tata în război cu... tata     | Da      | Da        | executiv   |                                                                     |
| 2017 | Tata în război cu... tata 2   | Da      | Da        | executiv   |                                                                     |
| 2018 | Familie de-a gata⁠(d)          | Da      | Da        | Da         |                                                                     |
| 2019 | O aplicație de coșmar⁠(d)      | Nu      | Nu        | Da         |                                                                     |
| 2022 | Spirited⁠(d)                   | Da      | Da        | Da         | Co-regizat cu John Morris                                           |

## Premii și nominalizări
Pentru filmul Băiatu' tatii din 2012, Anders a fost nominalizat la Zmeura de Aur pentru cel mai prost regizor, la cea de-a 33-a ediție a premiilor Zmeura de Aur (premiul a revenit lui Bill Condon⁠(d) pentru Saga Amurg: Zori de zi - Partea 2).